# Cabriolet (album)
Cabriolet je studiové album českého hudebníka Ivana Krále, vydané v roce 2001. Jde o soundtrack ke stejnojmennému filmu Marcela Bystroně. Velká část alba vznikla v soukromém studiu hudebníka Eda Zawadzkého.

## Seznam skladeb
1. „On My Mind“
2. „I Have Changed“
3. „Feeling Good“
4. „Every Time“
5. „No Matter“
6. „What You Feel“
7. „Way Down“
8. „Saturday Night“
9. „Cry Sometime“
10. „Oh Yeah“
11. „Scratch“
12. „Come to Papa“
13. „Find Someone“
14. „Come On“ (bonus)

## Obsazení
- Ivan Král – kytara, klávesy, zpěv
- Ed Zawadzki – kytara